# 松田純
松田 純（まつだ じゅん、1977年6月7日 - ）は、日本の女優、タレント、元グラビアアイドル。東京都出身。ST企画制作所属。

## 略歴・人物
宇都宮短期大学附属高等学校卒業。
数々のグラビアで徐々に知名度を上げ、グラビア業界内に確固とした足場を築いたと共にタレント活動も展開。
NTV系『THE 夜もヒッパレ』においては、番組内ユニット「てん・むす」のリーダーとして活躍。毎週なにがしかのメドレー曲などを唄うなどアイドル的活動で人気を博す。
唐津競艇のイメージキャラクターを務め、競艇にも興味を示したことも。
2001年、中野英雄との不倫報道のため、所属事務所から解雇を言い渡され芸能界から遠ざかる。
2007年、ダイビング関係者と結婚しニューカレドニアに住んでいたが、その後帰国。
現在は不動産業界で会社員として勤務している。2016年から芸能活動も再開。
学生時代の経験でマリンバ演奏が可能。

## 出演

### ニューカレドニア関連
- 松田 純 ★ ニューカレドニア取材の旅（2005年6月1 - 7日）
- 月刊ダイバー、No.307、No.308、No.309、No.321、No.328、No.329、No.330、No.331、No.332、No.333、No.347
- Diver-web -月刊裏ダイバー2008年3月号・ニューカレドニアで松田純ちゃんと再会[5]他、2010.5月号
- プレミアムバディ 松田純さん「ダイビング中、空を見上げ、輝く太陽の光を見る瞬間がとても好きです。」[6]
- アナザースカイ（2011年2月4日、日本テレビ系） - 小森純が訪問。

### バラエティ番組
- 「平成女学園」（1997年4月、TX系）
- 「MODEL FACTORY」（1997年、TX）
- 「スーパーJOCKEY」（1997年、NTV系）
- 「BiKiNi」（1997年10月 - 1998年12月、TX系）フロントメンバー
- 「アルテミッシュNIGHT」（1998年4月 - 2000年3月、TX系）司会
- 「集まれ!ナンデモ笑学校」（1998年10月 - 1999年3月、TX系）
- 「特捜TV!ガブリンチョ」（1998年、EX系）
- 「出没!アド街ック天国」（TX系）
  - 「大泉学園」1999年3月6日 - 子供の頃の居住エリア
  - 「池袋西口」1999年8月21日
  - 「鳥越蔵前」1999年10月16日
  - 「江古田」2000年1月29日
  - 「箱根 強羅・宮ノ下」2001年1月6日
  - 「羽田」2001年2月24日
- 「GI前夜祭」（1998年4月 - 2002年6月、KTV）アシスタント司会
- 「THE夜もヒッパレ」（1999年10月 - 2001年3月、NTV系）てん・むす
- 「GameWave」（2000年4月、TX系）4代目アシスタント[7]
- 「晴れるヤ夢街道!浪花雪之丞一座」（2000年5月 - 2001年4月、YTV）
- 「どっちの料理ショー」（NTV系）
  - 「ワッフルvsクレープ」1999年8月19日
  - 「親子丼vsオムライス」1999年9月17日
  - 「タコvsイカ」2000年3月16日
  - 「串揚げvs焼き鳥」2000年5月25日
  - 「マンゴープリンvsティラミス」2000年6月29日
  - 「担担麺vsジャージャー麺」2000年7月20日
  - 「回鍋肉vs麻婆茄子」 2000年9月7日
- 「わーでぃTV」（2001年6月 - 2001年10月、テレビ神奈川ほかCS系）司会
- 「GET'S TAISHOW」（2002年 - 、CS）司会
- 「クイズ競艇ダービー」（2004年10月 - 、日本レジャーチャンネル）司会
- 「〜明日も絶対〜パチるん?」千葉版（2006年4月 - 12月、千葉テレビほか）
- 「PANDORA BB」（2007年1月 - 、日本レジャーチャンネル）司会

### テレビドラマ
- 少女サスペンス「殺意のEメール」（1998年、EX系）主演
- 「天然少女 萬」（1999年2月、WOWOW）主演
- 「天国のKiss」（1999年7月 - 9月、EX系）
- ふしぎな話「ゴーストティーチャー」（1999年、MBS）主演
- 「はるちゃん6」（2002年9月 - 12月、東海テレビ・CX系）
- 金曜エンターテイメント「ペット探偵の事件簿」（2004年、CX系）
- 仮面ライダーカブト（2006年5月7日、テレビ朝日）

他、特命係長 只野仁などゲスト出演多数

### 映画
- 「発禁本－カストリキネマ 有楽町夜景」（2002年8月、テアトル池袋）
- 「呪霊 THE MOVIE」（2003年3月、テアトル池袋）
- 「秘密の花園」（2004年1月、ケイエスエス）
- 「クハナ!」（2016年9月、映画「クハナ!」製作委員会） - 笹島恵子 役

### Vシネマ
- 兎-野性の闘牌-（1998年） - 主演・ユキヒョウ
- 「仁義」シリーズ（20〜27）（1999年 - 2001年、徳間ジャパン） - 奈々子 役
- 縁切り闇稼業4 戦慄のカルト教団（2000年） - 美紀(サンタの妹)
- 特攻!アルテミス（2001年） - 主演・アルテミス特攻隊長 的場恵美

など

### 舞台
- TEAM JAPAN SPEC.「九回表、晴れ。」（2006年9月29日〜10月9日、於・築地ブディストホール）ヒロイン・のぞみ 役

### CM
- 昭和記念公園レインボープール（1997年）イメージガール
- アサヒダウ科学工業（1998年）イメージガール
- AZECT（1998年 - 1999年）イメージガール
- メッツ（1998年）イメージガール
- 栃木テレメッセージ（栃木テレサービス）（1998年）
- 松下電器「パナソニック カーテレビ」（1998年）
- アデランス（1999年）
- 松下電器 （1999年）パナソニックブランド全媒体のイメージガール
- 東京プラザ（1999年）
- キヤノン（1999年）
- コーエー「西遊記」（1999年）
- オフィスワイズ「住めーる」（2000年）
- 京和建物（2002年）
- Silky Pure（2003年）
- 唐津競艇（2005年 - 2008年）

### その他
- グラビアの美少女（MONDO21）
- 第1回クイズ競艇ダービー MC-松田純‐ニコニコ動画[8]

## 作品

### 音楽
シングル
| #                | 発売日           | 曲順             | タイトル         | 作詞             | 作曲             | 編曲             | 規格品番         |
| ポニーキャニオン | ポニーキャニオン | ポニーキャニオン | ポニーキャニオン | ポニーキャニオン | ポニーキャニオン | ポニーキャニオン | ポニーキャニオン |
| ---------------- | ---------------- | ---------------- | ---------------- | ---------------- | ---------------- | ---------------- | ---------------- |
| 1                | 1998年 11月18日  | 01               | Koiしくて        | 松田純           | 馬飼野康二       | 馬飼野康二       | PCDA-01113       |
| 1                | 1998年 11月18日  | 02               | Love Hero        | 松田純           | 馬飼野康二       | 馬飼野康二       | PCDA-01113       |

アルバム

### Video
- 17才を抱きしめて（1997年7月、メディアジャツ）
- 夢・純（1998年1月、笠倉出版社）
- BABY-J（1998年3月、ポニーキャニオン）
- Final Beauty 松田純（1998年7月、竹書房）
- Stinger 金環蝕（1998年9月、アポロンクリエイト）
- Milk（1998年12月、ポニーキャニオン）
- Juice（1999年1月、ポニーキャニオン）
- 天然ビデオ萬 - 松田純&天然少女ALLSTARS（1999年2月、ポニーキャニオン）
- 天然少女萬 コレクターズ・セット（1999年3月、ポニーキャニオン）
- J-trip（1999年7月、メディアファクトリー）
- 「天然少女萬」シリーズ（1999年10月、ポニーキャニオン）
  - スペイン坂激闘篇
  - 公園通り逆襲篇
  - 渋谷決戦篇
- 天国のKiss 1〜5（1999年11月、ポニーキャニオン）
- 砂の薔薇 DESERT-ROSE（2000年7月、アートポート）
- Twelve Shades of Jun（2000年7月、アートハウス ゴン）
- デザート（2003年5月、グルーヴコーポレーション）

### DVD
- Super Nice Body's ボディボディボディ（1998年3月、芳友メディアプロデュース）
- 松田純 BABY-J（1998年6月、ポニーキャニオン）
- 松田純 Milk（1999年1月、ポニーキャニオン）
- Final Beauty 松田純（1999年2月、竹書房）
- 松田純 Juice（1999年2月、ポニーキャニオン）
- 天然少女萬〜PERFECT BOX〜（2000年3月、ポニーキャニオン）
- Twelve Shades of Jun（2000年8月、アートハウス ゴン）
- recollections（2002年10月、日本メディアサプライ）
- Dessert（2003年5月、グルーヴコーポレーション）
- TOTAL WORKOUT -ケビン山崎の3週間肉体改造論-（2004年5月、BSフジ） - 実践モデル役
- Fleecy Clouds（2004年6月、イーネットフロンティア）
- 発禁本 DVD-BOX

## 書籍

### 写真集
- Twinkle（1998年2月、英知出版、撮影：木村智哉） - 1st写真集
- Another Impression（1998年5月、アスペクト）
- 旬シリーズ3「松田純写真集」（1998年5月、コンパス、撮影：山岸伸）
- BABY-J+（1998年8月、扶桑社、撮影：尾形正茂）
- ウクレレ（1999年7月、メディアファクトリー、撮影：萩庭桂太）
- Flower I was… I am…（2003年4月、音楽専科社、撮影：高橋生建）
- LUNA JUNE（2004年3月、英知出版、撮影：小塚毅之） ISBN 4754215753

### その他
- コンバットマガジン（1998年9月号） - 表紙およびグラビア